# Отепяе (волость, 1999)
О́тепяе (ест. Otepää vald) — волость в Естонії, одиниця самоврядування в повіті Валґамаа з 22 жовтня 1999 по 21 жовтня 2017 року..

## Географічні дані
Площа волості — 217,4 км2, чисельність населення на 1 січня 2017 року становила 3849 осіб.

## Населені пункти
Адміністративний центр — місто Отепяе.
На території волості також розташовувалося 21 село (küla):
Арула (Arula), Вана-Отепяе (Vana-Otepää), Відріке (Vidrike), Ілм'ярве (Ilmjärve), Кассіратта (Kassiratta), Кастолатсі (Kastolatsi), Каурутоотсі (Kaurutootsi), Койґу (Koigu), Кяеріку (Kääriku), Мяга (Mäha), Мяґестіку (Mägestiku), Мярді (Märdi), Нюплі (Nüpli), Отепяе (Otepää), Педаямяе (Pedajamäe), Пілкузе (Pilkuse), Пюгаярве (Pühajärve), Раудсепа (Raudsepa), Сігва (Sihva), Тиутсі (Tõutsi), Труута (Truuta).

## Історія
Уряд Естонії постановою № 100 від 17 березня 1999 року затвердив утворення нової адміністративної одиниці, волості Отепяе, шляхом об'єднання міста-муніципалітету Отепяе та волості Пюгаярве. Зміни в адміністративно-територіальному устрої, відповідно до постанови, мали набрати чинності з дня оголошення результатів виборів до волосної ради нового самоврядування. 22 жовтня 1999 року офіційно утворена волость Отепяе, місто Отепяе та волость Пюгаярве вилучені з «Переліку адміністративних одиниць на території Естонії».
25 травня 2017 року постановою № 86 Уряд Естонії затвердив утворення нової адміністративної одиниці шляхом злиття самоврядувань Отепяе та Санґасте і приєднання територій 7 сіл, що належали волості Палупера, і 12 сіл зі складу волості Пука, визначивши назву нового муніципалітету як волость Отепяе. Зміни набрали чинності 21 жовтня 2017 року після оголошення результатів виборів до волосної ради нового самоврядування.